# Sancheong-eup
Sancheong-eup (koreanska: 산청읍) är en köping i den södra delen av Sydkorea, 250 km söder om huvudstaden Seoul.  Den är centralort i kommunen Sancheong-gun i provinsen Södra Gyeongsang.